# Финляндская рабочая революция
Финляндская рабочая революция началась 28 января 1918 года и произошла из-за желания финской элиты присоединиться к Германии в Первой Мировой Войне. С революцией, весной 1918 года, восставший рабочий класс получил власть в г. Хельсинки (будущей столице) и на значительных территориях Финляндии.

## История
Совет народных уполномоченных Финляндии был сформирован 28 января 1918 года и возглавил восстание, начавшееся тем же утром. О создании Народной делегации было объявлено в опубликованном 29 января в журнале Työmies (Рабочий) заявлении, в котором также назывались народные депутаты и кратко описывались основные программные цели Красного правительства. В свой первый день Совет народных уполномоченных Финляндии начало работу Сената в Хельсинки (ныне Дворец правительства).
"Сегодня мы решили предложить финскому народу, чтобы после свержения Сената, заслужившего народную ненависть, был назначен Совет народных уполномоченных Финляндии и Верховный совет рабочих Финляндии для наблюдения за его деятельностью.
«Буржуазное правительство Финляндии открыто встало на путь реакционного переворота. Теперь рабочий класс Финляндии, в свою очередь, должен реализовать свое право на революцию, чтобы служить социальному прогрессу»
Красная администрация закрыла все «контрреволюционные газеты» первой работы в столице уже 28 января, а в последующие дни — в других городах. 2 февраля Совет народных уполномоченных Финляндии подтвердил, что «контрреволюционная» пресса на время «приостановлена». После этого разрешалось выходить только газетам Социал-демократической партии и христианского рабочего движения.
В начале гражданской войны Совет народных уполномоченных Финляндии пришел к власти, свергнув буржуазный Сенат и Парламент Свинхувуда, после чего сама приняла законы и постановления. Помимо Совет народных уполномоченных действовал Верховный совет рабочих Финляндии, который руководил парламентом.
Верховный совет рабочих создал, например решения об отмене смертной казни и объявлении земледельцев, топпарев и горцев независимыми от землевладельцев.